# Tryphon errator
Tryphon errator är en stekelart som beskrevs av Dmitriy R. Kasparyan 1969. Tryphon errator ingår i släktet Tryphon och familjen brokparasitsteklar. Inga underarter finns listade i Catalogue of Life.